# Кабанов Сергій Леонідович
Сергі́й Леоні́дович Каба́нов (27 травня 1971, м. Тараща, Таращанський район, Київська область, Українська РСР — 28 грудня 2016, с. Троїцьке, Попаснянський район, Луганська область, Україна) — старшина Збройних сил України, учасник російсько-української війни. Позивний «Кабанчик».

## Життєпис
Сергій Кабанов народився в місті Тараща на Київщині. До війни працював у столярній майстерні. 
У липні 2014 року мобілізований як доброволець до 25-го батальйону територіальної оборони «Київська Русь», після підготовки на полігоні навчального центру «Десна» вирушив на фронт. Старшина, старший сапер — гранатометник інженерно-саперного відділення інженерно-саперного взводу 25-го окремого мотопіхотного батальйону «Київська Русь» 54-ї ОМБр. Воював в районі Донецького аеропорту, обороняв Вуглегірськ і Дебальцеве під час найважчих боїв, на фронті був поранений у шию та після лікування повернувся до свого батальйону. 1 лютого 2016 підписав контракт на 5 місяців, а 1 серпня його подовжив.
Загинув 28 грудня 2016 року, близько 14:00, під час виконання бойового завдання неподалік села Троїцьке Луганської області («світлодарська дуга»). Бійці Грузинського національного легіону (3-й взвод, 3-я рота 25-го ОМПБ) провели успішну операцію «Сухумі», внаслідок якої відвоювали висоту 164,6 у російських бойовиків. Українські сапери вирушили на розмінування. Як розповів комбат Є. Лавров, група саперів поверталася з розмінування від нової позиції. Сергій помітив міну МОН-50 під снігом, зупинився, присів, підняв руку, щоб зупинити інших, і в цей момент спрацювала «розтяжка». Вибухом Сергія розірвало, ще двоє саперів зазнали тяжких поранень.
Побратими Сергія, які пройшли з ним від початку формування батальйону, згадують його як високопрофесійного досвідченого сапера, патріота, вірного товариша, який врятував чимало життів.
Поховали воїна 31 грудня в рідній Таращі, поряд із могилою батька. Залишились мати, брат і дорослий син. Брат Сергія захищає Батьківщину у складі 72 ОМБр.

## Нагородження
За особисту мужність, виявлену у захисті державного суверенітету та територіальної цілісності України, самовіддане виконання військового обов'язку нагороджений орденом «За мужність» ІІІ ступеню (10.03.2017, посмертно).

## Вшанування пам'яті
- 17 березня 2017 року побратими з Грузинського національного легіону встановили меморіал Сергію Кобанову на передовій, поблизу позиції, що була відвойована під час операції «Сухумі»[3].
- Вшановується в меморіальному комплексі «Зала пам'яті», в щоденному ранковому церемоніалі 28 грудня[4][5].